# Степное уложение
Степно́е уложе́ние (калм. Ик Цааҗин Бичг, ᡕᡄᡍᡄ 
ᡔᠠᡃᡓᡅ ᡕᡅᠨ 
ᡋᡅᡒᡅᡎ — «Великий Кодекс Законов») — ойрато-монгольский свод законов XVII века.

## История принятия уложения
В сентябре 1640 года, на съезде ойратских и халхасских ханов, нойонов (князей) и тайшей (старейшин) в предгорьях Тарбагатая, был принят единый свод законов, известный как «Степное уложение».
Организатором общемонгольского съезда выступил джунгарский хунтайджи Эрдэни-Батур (1635—1653). В съезде приняли участие халха-монгольские ханы — Дзасагту-хан Субуди и Тушэту-хан Гомбодорджи. Халхасский Сэцэн-хан Шолой прислал вместо себя двух сыновей: Эрдэни-хунтайджи и Далай-хунтайджи. Из Кукунора прибыл хошутский Гуши-хан вместе со своими сыновьями. С Волги приехал торгутский тайши Хо-Урлюк с сыновьями Шукур-Дайчином и Йельден-нойоном. Большая группа влиятельных нойонов представляла Джунгарию. Среди них, помимо Эрдэни-Батура, были Очирту-Цецен-хан, Кундулен-Убаши, Тэнгэри-тойн, Убаши-Далай-нойон, Дайчин-хошучи, Цэцэн-нойон, Буо-Эльдэн и другие. На съезде также присутствовали крупные религиозные деятели: Манджушири-хутукта, наместник Далай-ламы в Джунгарии, Инзан-римпоче, наместник Далай-ламы в Халхе, более известный под именем Цаган номун-хан, или Майдари-хутухта, и знаменитый ойратский просветитель Зая-Пандита.

## Документ
Уложение основывалось на «Ясе» Чингисхана, кодексе халхаских князей 1620 года, и других законах обычного права монголов (халхов, «собственно монголов») и ойратов, переосмысленных и дополненных согласно исторической ситуации. Не дошедший до нас оригинальный текст, по-видимому, был написан на одном из старомонгольских языков. В российских архивах (РГАДА, архив ИВР РАН) сохранились ойратские списки документа.
Монголо-ойратские законы 1640 года должны были стать едиными правовыми нормами по урегулированию внутренней общественной жизни ойратов и монголов.
В уложении нашла отражение переработанная под воздействием буддизма и буддистских наместников Далай-ламы стратегия коллективных действий монголо-ойратских союзников против врагов-иноплеменников:
«Если кто, напав на наше государство, совершит убийства, разорит и ограбит большое число людей и поселений, то монголы и ойраты, <...> объединившись, должны отпустить напавшего и, забрав всё его состояние, половину отдать отпустившему [разорённому], а другую половину взять и разделить пополам [между ойратским и монгольским князьями]».

## Дополнения к Степному Уложению

### Джунгарское ханство

#### «Указы Галдана»
Указы джунгарского правителя Галдана-Бошогту-хана, увидевшие свет в течение 1670-х годов, обычно определяются как дополнения к законам 1640 года. Как писал Н. Я. Бичурин: 
«Галдан-Бошокту… известен остался в Истории как просвещенный Государь и законодатель. Он пополнил Степное Уложение, изданное отцом его Батором-Хонь-Тайцзи; составил новую систему феодального разделения земель, которым нарочито ограничил и власть и силу прочих трех Ханов Ойратства…».
Галдан издал два указа, второй датирован 1678 годом в отношении первого такой информации нет. Однако можно предположить, что первый указ мог появиться вскоре после его прихода к власти, на что могли оказать влияние как минимум два обстоятельства. Прежде всего, это экономическое положение на территориях, подвластных Галдану, поскольку основное содержание указа посвящено борьбе с голодом и бегством кочевников из прежних мест кочевок. Такие периоды случались и ранее; например, И. Я. Златкин писал, что «в 1644 году в Джунгарском ханстве был голод», когда ойраты уходили для пропитания, например, в Россию. Но главной целью издания указа было «наведение порядка» в ханстве, укрепление власти; судя по всему, И. Я. Златкин не различал хронологически указы Галдана между собой. Расширение территории Джунгарии за счет включения в его состав земель, населенных мусульманами, определили появление в 1678 году нового указа Галдана, статьи которого (три из шести, т.е. половина) оговаривали взаимоотношения с ними ойратов. 

### Хошутское ханство

#### «Монгольское уложение Гуши-хана»
Уложение Гуши-хана законченное в 1647 году, уникально тем что предисловие к нему написал сам Далай-лама, который отметил в «Автобиографии», что высказал свое мнение по подготавливаемому Гуши-ханом закону. В подготовке «Монгольского уложения» Гуши-хан опирался как на монгольские правовые традиции (например, подобное законодательство Алтан-хана, законы 1640 года и др.), так и на мнения и знания своих близких друзей, например, дэси Соднама Чойпела. К сожалению, сам документ сохранился в плохом состоянии, однако его отрывки, а также содержание предисловия от Далай-ламы позволяют допустить, что роли буддизма в нем уделено весьма значительное внимание. Далай-лама в тексте отметил, что документ написан и для ойратов с монголами, и для тибетцев. Вероятное такое замечание тибетского лидера имело в том числе сугубо политическое обоснование: согласно «Мэн-гу ю-му-цзи», хошутскому хану от цинского императора в 1646 году «пожалованы были латы, шлем, лук и стрелы для того, чтобы он управлял всеми элютами».

#### «Основное уложение Кукунорского чуулгана»
Идеи Гуши-хана стали основополагающими для такого важного юридического документа, как «Основное уложение Кукунорского чуулгана», который является важным редким историческим памятником. Не вполне ясна причина принятия этого нового закона. Несколько лет спустя после кончины Гуши-хана, в 1660 году, единое ханство хошутов распадалось, и шло формирование двух общностей – кукунорских и тибетских хошутов, при этом первые были несколько оттеснены от тибетских первосвященников. Как писал Л. Петек, «потомки Гушри-хана, живущие там [у Кукунора], всегда были довольно ревнивы к своим кузенам в Тибете». Этот закон был принят на съезде кукунорской знати, который состоялся в 1685 году в местечке Цаган Толгой, под предводительством Тендзин-Далай-хана (Гончигдалай-хана), лидера хошутов Кукунора. Содержание Уложения основывалось на таких ойратских, монгольских и тибетском законодательных актах, как законы 1640 года, «Законоуложение» Алтан-хана, «Закон семи хошунов Халхи» и Тибетский закон. Этот документ сохранился получше, чем «Монгольское уложение» Гуши-хана, и его содержание позволяет судить о роли религии в этом ойратском сообществе.

### Калмыцкое ханство

#### «Тогтол Дондук-Даши»
Еще в октябре 1736 года зайсанг Абуджа, представитель калмыцкого правителя Дондук-Омбо (1735–1741), говорил на встрече с графом А. И. Остерманом, что Дондук-Омбо просит «для лутшего между российан и калмык происходящих ссор разобрания, особливого указа и права». А. И. Остерман ответил, что от Ее Императорского Величества последует «всемилостивейшая резолюция». Также калмыцкий правитель просил, чтобы вначале с указом ознакомили его, чтобы он «мог в том что потребно будет соглашатся». Таким образом, имелись и интересы Двора, и встречное желание калмыцких правителей внести изменения в законодательство, утвержденное веком ранее. О необходимости нового права к императрице писал и следующий калмыцкий правитель Дондук-Даши (1741–1761); письмо это было получено в Санкт-Петербурге 2 июня 1745 года. 
При Дондук-Даши процессы, начатые при Дондук-Омбо, получили логичное завершение в составлении дополнений к законам 1640 года, известных под названием «Тогтол» Судя по содержанию «Тогтол», немаловажная роль в их составлении принадлежала буддийскому духовенству, а вся работа велась при непосредственном вовлечении в процесс самого Дондук-Даши: «Мы, во главе с Дондук-Даши, все светския и духовныя (лица), решив, написали вкратце светские и духовные законы». Законы Дондук-Даши не отменяли законы 1640 года, но вносили соответствующие уточнения; по мнению Г. Цэрэнбала и Х. Цэнгэла, содержание «Тогтол» позволяет утверждать, что Дондук-Даши было знакомо и «Уложение» кукунорских хошутов. 
Изучение дополнений Дондук-Даши позволяет отметить ряд характерных особенностей: во-первых, акцент делался на укрепление дисциплины как среди духовенства (им запрещалось употреблять без санкции своего руководства спиртное, ходить без оркимджи и др.), так и среди мирян, решивших принять определенные обеты («светские лица, принявши (исполнение) правил восьмичленнаго (обета), должны соблюдать (пост) в три (дня) месяца»). Во-вторых, тем самым усиливался авторитет религии буддизма среди населения, что могло быть сопряжено с проводившейся политикой христианизации калмыков.